# Dimitrie Dobrescu
Dimitrie Dobrescu (n. 1852 – d. 13 februarie 1934, București, România) a fost un om politic român.

## Biografie
După ce a studiat dreptul la Universitatea din Paris, s-a întors în România și a intrat în magistratură, devenind supleant și apoi judecător la Tribunalul județului Ilfov în 17 octombrie 1883. După ce a intrat în Partidul Conservator (PC), a fost numit director (secretar general) al Domeniilor statului la 1 aprilie 1884, secretar general al Ministerului Agriculturii, Industriei, Comerțului și Domeniilor (23 martie 1888 – 11 noiembrie 1889). După o pauză politică în care a fost consilier la Curtea de Apel București (ales la 27 august 1890), Dobrescu a redevenit secretar general al Ministerului Agriculturii, Industriei, Comerțului și Domeniilor (28 noiembrie 1890 – 4 martie 1891 și 19 decembrie 1891 – octombrie 1895), după care a condus Biroul de Taxe din Ministerul Finanțelor.
În 1891, Dobrescu i-a urmat pe disidenții conservatori ai aripii junimiste în noul Partid Constituțional, semnând actul de constituire al acestui partid în 1 mai 1891, dar revenind în Partidul Conservator după fuziunea organizațiilor politice conservatoare. Ales deputat în 1911, a devenit senator în anul următor. Concomitent, din martie 1911 până în octombrie 1912, el a fost prefect al Poliției Capitalei și primar al Bucureștiului. A îndeplinit apoi funcțiile de director general în Direcțiunea timbrului și contenciosului din Ministerul de Finanțe și de ministru al justiției (6 martie – 4 iunie 1918) în guvernul condus de Alexandru Marghiloman. Imediat după aceea, el a devenit președinte al Senatului (4 iunie – 5 noiembrie 1918). La 1 aprilie 1925 a fost numit consilier la Curtea de Conturi.